# Asplenium induratum
Asplenium induratum är en svartbräkenväxtart som beskrevs av William Jackson Hooker. Asplenium induratum ingår i släktet Asplenium och familjen Aspleniaceae. Inga underarter finns listade.